# Gerwig von Sulmentingen
Gerwig von Sulmentingen war ein Fürstabt des Stifts Kempten im Spätmittelalter. Er ist vor allem durch seine Rolle in der Schlacht am Buchenberg bekannt geworden.

## Leben
Gerwig von Sulmentingen war Fürstabt des Stifts Kempten und hatte eine bedeutende Rolle im Kempten des Spätmittelalters. Während seiner Amtszeit kam es zu Konflikten, die in der Schlacht am Buchenberg gipfelten. Diese Schlacht fand am 17. März 1460 statt und war ein militärischer Zusammenstoß zwischen Schweizer Söldnern und zusammengezogenen Truppen des Stifts Kempten, darunter viele Bauern. Gerwig von Sulmentingen floh nach der Niederlage aus dem Kloster Kempten und wurde wenige Tage später vom Klosterkonvent abgesetzt.

## Schlacht am Buchenberg
Die Schlacht am Buchenberg war ein Wendepunkt in der Geschichte des Stifts Kempten. Gerwig von Sulmentingen hatte seinen Verwalter Jörg Beck beschuldigt, unredlich gehandelt zu haben, was zu einem bewaffneten Konflikt führte. Beck heuerte 334 kriegserfahrene Söldner aus der Schweiz an, die gegen die Truppen des Fürstabts kämpften. Die Schlacht endete mit einer Niederlage für die Truppen des Fürstabts, und Gerwig von Sulmentingen wurde abgesetzt.

## Nachwirkungen
Nach der Schlacht wurde das Kloster Kempten verpflichtet, den Sold der Schweizer Söldner zu bezahlen und die Kosten des Kriegszuges zu ersetzen. Jörg Beck erhielt Schadenersatz, Schmerzensgeld und eine Ehrenerklärung.